# 모티브 (예술)
예술과 도상학에서 모티프(i/moʊˈtiːf/)는 이미지의 요소이다. 모티프는 비유적이고 서술적인 예술과 장식 및 기하학적 예술 모두에서 나타날 수 있다. 모티프는 패턴이나 디자인에서 종종 여러 번 반복될 수도 있고 작품에서 한 번만 나타날 수도 있다.
모티프는 다른 작품에서 볼 수 있는 특정 주제 또는 주제 유형의 도상학 요소일 수도 있고, 고대 예술의 동물의 대가 모티프가 일반적으로 그러하듯이 주요 주제를 형성할 수도 있다. 직면한 동물의 관련 모티프는 종종 단독으로 볼 수 있지만, 예를 들어 비잔틴 실크와 기타 고대 직물에서 반복될 수도 있다. 그림과 같은 예술 작품의 주요 주제가 내러티브의 특정 사람, 그룹 또는 순간인 경우, 이는 모티프가 아닌 작품의 "주제"로 참조되어야 한다. 다른 주제의 일부이거나 꽃병 그림과 같은 장식 예술 작품의 일부인 경우 "모티프"가 된다.
장식품 또는 장식 예술은 일반적으로 모티프라고 부를 수 있는 다양한 요소로 분석될 수 있다. 이것은 직물 예술에서와 같이 종종 패턴으로 여러 번 반복될 수 있다. 서양 미술의 중요한 예로는 아칸서스, 달걀과 화살, 다양한 유형의 두루마리 세공 등이 있다.